# Креде, Карл
Карл Зигмунд Франц Креде (нем. Carl Siegmund Franz Credé, 23 декабря 1819 — 14 марта 1892) — немецкий гинеколог и акушер.
Изучал медицину в Гейдельберге и Берлине, где в 1842 году получил степень доктора медицины, с 1852 года директор повивальной школы в Берлине, с 1856 по 1887 год ординарный профессор Лейпцигского университета и директор местной повивальной школы. Им написано много работ по своей специальности. С 1853 по 1869 год редактировал «Monatsschrift für Geburdskunde», а с 1870 года — «Архив по гинекологии». Стал известен благодаря сделанному открытию о впускании слабых растворов ляписа в глаза новорождённым, с целью предохранения их от заболевания бленорейным воспалением, от которого новорождённые слепли. Одним из первых врачей ввёл дезинфекцию рук хлорной известью для защиты от родильной горячки.
Публикации:
- Handgriff zur Entfernung der Placenta. In: Klinische Vorträge über Geburtshülfe 1854, H. 2, S. 599—603
- Erwärmungsgeräthe für frühgeborene und schwächliche kleine Kinder. In: Archiv für Gynaekologie, 1884, H. 24, S. 128—147
- Die Verhütung der Augenentzündung der Neugeborenen. In: Archiv für Gynaekologie, 1881, H. 17, S. 50—53